# Здуново (Мазовецьке воєводство)
Здуново (пол. Zdunowo) — село в Польщі, у гміні Залуський Плонського повіту Мазовецького воєводства.
Населення — 373 особи (2011).
У 1975-1998 роках село належало до Цехановського воєводства.

## Демографія
Демографічна структура станом на 31 березня 2011 року:
|          | Загалом | Допрацездатний вік | Працездатний вік | Постпрацездатний вік |
| -------- | ------- | ------------------ | ---------------- | -------------------- |
| Чоловіки | 191     | 41                 | 137              | 13                   |
| Жінки    | 182     | 47                 | 102              | 33                   |
| Разом    | 373     | 88                 | 239              | 46                   |